# Breydin
Breydin er en kommune i  amtet Britz-Chorin-Oderberg i landkreis Barnim i Brandenburg.

## Historie
Fra 1815 til 1947 var Breydin en del af den preussiske provins Brandenburg Fra 1947 til 1952 var den en del af  delstaten Brandenburg, fra 1952 til 1990 en del af det  østtyske Bezirk Frankfurt og siden 1990 igen af Brandenburg.